# LOVE (嵐のアルバム)
『LOVE』（ラブ）は、日本の男性アイドルグループ・嵐の通算12枚目となるオリジナル・アルバム。2013年10月23日にジェイ・ストームから発売された。

## 解説
初回限定盤と通常盤の2形態での発売。初回限定盤には「P・A・R・A・D・O・X」のミュージック・ビデオを収録したDVDと歌詞フォト・ブックレット（60P）が付属し、スペシャル"LOVE"BOX仕様となる。初回限定盤と通常盤ではジャケットデザインが異なる。
2020年2月7日より、収録曲のデジタル配信、及びサブスクリプション配信が解禁された。

## チャート成績
2013年11月4日付オリコンアルバムチャートで初週67.0万枚を売り上げ、2004年の『いざッ、Now』から11作連続・通算12作目となる初登場首位を獲得。また、今作でアルバム首位獲得年数が10年となり、男性グループとしてはEXILEに続く史上2組目の記録となった。翌週にあたる11月11日付オリコンアルバムチャートでも6.2万枚を売り上げ、2週目となる首位を獲得した。嵐のアルバムで2週連続首位を獲得したのは『僕の見ている風景』（2010年）以来3年3か月ぶりである。更に、嵐はこのアルバムで2年ぶりの年間1位を獲得し、第28回ゴールドディスク大賞の最高賞であるアルバム・オブ・ザ・イヤーも獲得した。

## 収録曲

### CD
1. 愛を歌おう [4:07]
作詞：SQUAREF・mfmsiQ・John World、Rap詞：櫻井翔、作曲：Benny Jansson、編曲：佐々木博史
2. サヨナラのあとで [4:03]
作詞：R.P.P.、作曲：MiNE・Atsushi Shimada, Fredrilk Samsson、編曲：吉岡たく
大野が振り付けを手掛けている。
3. CONFUSION [3:20]
作詞：Shigeo・Macoto56、作曲：Joe Killington・Katerina Bramley・Tim Worithington・Michael Conn、編曲：石塚知生
4. Hit the floor [4:54] - 大野智
作詞：alleztune、作曲：川口進・BERT・ROLF、編曲：石塚知生
5. P・A・R・A・D・O・X [3:20]
作詞：AKIRA・H&Co.・SQUAREF・s-Tnk、Rap詞：櫻井翔、作曲：James Bird・Olly Goodman・Michael Duke・Emma Rohan、編曲：A.K.Janeway・吉岡たく・James Bird・Olly Goodman・Michael Duke・Emma Rohan　
本作のリードトラック
振り付けはジャクエル・ナイトが手掛けている[9]。
6. sugar and salt [4:31] - 櫻井翔
作詞：100+、Rap詞：櫻井翔、作曲・編曲：韻シスト
7. Breathless [4:59]
40thシングルの2曲目
8. 20825日目の曲 [4:19] - 二宮和也
作詞・作曲：二宮和也、編曲：ha-j・二宮和也
タイトルの「20825日」とは、二宮の母が生まれてからこのアルバム発売日までの日数のこと[10]。
9. Rock Tonight [4:17]
作詞・作曲：100+、編曲：BJ Khan
10. Endless Game [3:58]
  - 41stシングル
11. Calling [4:01]
40thシングルの1曲目
12. 夜空への手紙 [4:48] - 相葉雅紀
作詞：阿部祐也、作曲：ニホンジン、編曲：BIGSHOOTER BOYS
彼の亡くなった祖父への想いを歌った曲。
歌詞にある「逆さまみたいなモノレール」とは、千葉都市モノレールのこと[11]。
13. Dance in the dark [3:49] - 松本潤
作詞：HYDRANT、作曲：Takuya Harada・SkyLine・Christofer Erixon、編曲：Pieni tonttu
14. Starlight kiss [3:59]
作詞：AKIRA・s-Tnk、Rap詞：櫻井翔、作曲：Fredrik“Figge”Bostrom・川口進、編曲：川口進
15. FUNKY [4:02]
作詞：mfmsiQ・s-Tnk、作曲：BJ　Khan・Takuya Harada・Joakim Bjornberg・Christofer Erixon、編曲：BJ Khan
今作のアルバムツアーに先駆け、Johnny's webにて「嵐 L（レッツ）O（踊ろう）V（僕らと）E（エンジョイ）ファンキーダンス」と題した振り付けビデオを公開。
なお、この振り付けビデオはライブDVD/Blu-ray『ARASHI Live Tour 2013 “LOVE”』に収録されたのち、2015年開催5大ドームツアー『ARASHI LIVE TOUR 2015 Japonism』での披露に向けて再び公開された。
16. Tears [4:34]
作詞：小川貴史・SQUAREF、作曲：加藤裕介、編曲：BJ Khan

### DVD
※初回限定盤のみ
1. 「P・A・R・A・D・O・X」ビデオ・クリップ
PVの監督は番場秀一。

## 映像作品
愛を歌おう
- ARASHI Live Tour 2013 “LOVE”

サヨナラのあとで
- ARASHI Live Tour 2013 “LOVE”

CONFUSION
- ARASHI Live Tour 2013 “LOVE”

Hit the floor
- ARASHI Live Tour 2013 “LOVE”

P・A・R・A・D・O・X
- ARASHI Live Tour 2013 “LOVE”
- ARASHI BLAST in Hawaii
- 5×20 All the BEST!! 1999-2019（初回限定盤2）
- 5×20 All the BEST!! CLIPS 1999-2019（初回限定盤）（PV映像）
- アラフェス2020 at 国立競技場

sugar and salt
- ARASHI Live Tour 2013 “LOVE”

20825日目の曲
- ARASHI Live Tour 2013 “LOVE”
- ARASHI BLAST in Miyagi

Rock Tonight
- ARASHI Live Tour 2013 “LOVE”

夜空への手紙
- ARASHI Live Tour 2013 “LOVE”

Dance in the dark
- ARASHI Live Tour 2013 “LOVE”

Starlight kiss
- ARASHI Live Tour 2013 “LOVE”

FUNKY
- ARASHI Live Tour 2013 “LOVE”
- ARASHI LIVE TOUR 2015 Japonism

Tears
- ARASHI Live Tour 2013 “LOVE”